# White-B
White-Beretta, raccourci White-B, de son vrai nom, David Bouchard-Sasseville, est un rappeur et chanteur canadien originaire de Montréal, membre du collectif 5sang14,,. Il est aussi le frère du rappeur Random, également membre de 5sang14.

## Biographie

### Carrière musicale
White-B entame sa carrière musicale en 2016 alors qu'il a 21 ans,. Il est connu pour avoir contribué avec les plus grands noms du rap au Québec, notamment Souldia, Loud, Enima, Imposs, Rymz et Connaisseur Ticaso,,,. Il produit ses titres de façon indépendante en solo ou avec 5sang14, jusqu'à sa signature avec Joy Ride Records en 2020.
Il détient des certifications d'or pour ses chansons solo Mauvais Garçons, et P.R.M.F et ses collaborations aux titres La Folle, et Le bonheur des autres,,. En 2020, il obtient le prix Musique Virale de la SOCAN pour Le bonheur des autres, aux côtés de Souldia, Lost et MB.

### Justice
En 2017, il fait face à une accusation de possession illégale d'arme à feu chargée dans un motel de Markham en banlieue de Toronto. Il écopera de deux ans de prison en Ontario en février 2022,,.
En août 2019, il aurait exhibé une arme à feu prohibée sur un cimentier à Montréal, alors que ce dernier aurait presque heurté son chien en voiture,,. Ainsi, alors qu'il purgeait déjà une peine de prison pour l'événement de 2017,, il reçoit une seconde peine de deux ans moins un jour en avril 2022, pour le même chef, en plus d'une interdiction de posséder une arme à feu pour les dix prochaines années,,.
Après avoir pris un hiatus professionnel de quelques années, il fait son retour sur la scène en février 2025 pour le lancement de son nouvel album Silence Complice au Club Soda,.